# Superpuchar Białorusi w piłce nożnej
Superpuchar Białorusi w piłce nożnej (biał. Суперкубак Беларусі па футболе) – trofeum przyznawane zwycięskiej drużynie meczu rozgrywanego pomiędzy aktualnym Mistrzem Białorusi oraz zdobywcą Pucharu Białorusi w danym sezonie (jeżeli ta sama drużyna wywalczyła zarówno mistrzostwo, jak i puchar kraju to jej przeciwnikiem zostaje finalista pucharu).

## Historia
Rozgrywane są od roku 2010. Chociaż pierwszy nieoficjalny mecz był rozegrany w 1994 pomiędzy mistrzem kraju Dynamem Mińsk a finalistą Pucharu Fandokiem Bobrujsk (5:3). W pierwszym meczu oficjalnym BATE Borysów pokonał w rzutach karnych 3:2 Naftan Nowopołock.

## Format
Mecz o Superpuchar Białorusi rozgrywany jest zawsze przed rozpoczęciem nowego sezonu. W przypadku remisu po upływie regulaminowego czasu gry przeprowadzona jest dogrywka, a jeśli i ona nie wyłoni zwycięzcę, to wtedy zarządzana jest seria rzutów karnych.

## Zwycięzcy i finaliści
| Sezon                                                                       | K | K | T | Zwycięzca           | Wynik            | Finalista           | Data, miejsce                                  | Uwagi |
| Superpuchar Białorusi w piłce nożnej (biał. Суперкубак Беларусі па футболе) |   |   |   |                     |                  |                     |                                                |       |
| 2010                                                                        |   |   | 1 | BATE Borysów        | 0:0 pd. (k. 3:2) | Naftan Nowopołock   | 8.03.2010, Maneż Piłkarski, Mińsk, 1.500       |       |
| 2011                                                                        |   |   | 2 | BATE Borysów        | 3:0              | Tarpeda-BiełAZ      | 27.02.2011, Maneż Piłkarski, Mińsk, 1.600      |       |
| 2012                                                                        |   |   | 1 | FK Homel            | 2:0              | BATE Borysów        | 6.03.2012, Maneż Piłkarski, Mińsk, 1.700       |       |
| 2013                                                                        |   |   | 3 | BATE Borysów        | 1:0              | Naftan Nowopołock   | 17.03.2013, Maneż Piłkarski, Mińsk, 1.750      |       |
| 2014                                                                        |   |   | 4 | BATE Borysów        | 1:0              | FK Mińsk            | 15.03.2014, Maneż Piłkarski, Mińsk, 1.650      |       |
| 2015                                                                        |   |   | 5 | BATE Borysów        | 0:0 pd. (k. 3:0) | Szachcior Soligorsk | 14.03.2015, Stadion Chwala, Pińsk, 3.100       |       |
| 2016                                                                        |   |   | 6 | BATE Borysów        | 2:1              | Szachcior Soligorsk | 13.03.2016, Stadion FK Mińsk, Mińsk, 3.000     |       |
| 2017                                                                        |   |   | 7 | BATE Borysów        | 3:1              | Tarpeda-BiełAZ      | 11.03.2017, Stadion FK Mińsk, Mińsk, 2.550     |       |
| 2018                                                                        |   |   | 1 | Dynama Brześć       | 2:1              | BATE Borysów        | 10.03.2018, Stadion FK Mińsk, Mińsk, 3.000     |       |
| 2019                                                                        |   |   | 2 | Dynama Brześć       | 3:1              | BATE Borysów        | 2.03.2019, Stadion FK Mińsk, Mińsk, 3.000      |       |
| 2020                                                                        |   |   | 3 | Dynama Brześć       | 2:0              | Szachcior Soligorsk | 4.03.2020, Stadion FK Mińsk, Mińsk, 3.000      |       |
| 2021                                                                        |   |   | 1 | Szachcior Soligorsk | 0:0 pd. (k. 5:4) | BATE Borysów        | 2.03.2021, Stadion FK Mińsk, Mińsk, 1.500      |       |
| 2022                                                                        |   |   | 8 | BATE Borysów        | 1:0              | Szachcior Soligorsk | 5.03.2022, Stadion Dynama-Juni, Mińsk, 2.591   |       |
| 2023                                                                        |   |   | 2 | Szachcior Soligorsk | 1:0              | FK Homel            | 25.02.2023, Stadion Dynama-Juni, Mińsk, 2.950  |       |
| 2024                                                                        |   |   | 1 | Tarpieda-BiełAZ     | 0:0 pd. (k. 4:3) | Dynama Mińsk        | 2.03.2024, Szachcior Stadion, Soligorsk, 1.911 |       |
| 2025                                                                        |   |   | 1 | Dynama Mińsk        | 2:0              | Nioman Grodno       | 22.02.2025, Stadion FK Mińsk, Mińsk, 2.711     |       |

Uwagi:

- wytłuszczono i kursywą oznaczone zespoły, które w tym samym roku wywalczyły mistrzostwo i Puchar kraju (dublet),
- wytłuszczono zespoły, które zdobyły mistrzostwo kraju,
- kursywą oznaczone zespoły, które zdobyły Puchar kraju.

## Statystyka

### Klasyfikacja według klubów
W dotychczasowej historii finałów o Superpuchar Białorusi na podium oficjalnie stawało w sumie 9 drużyn. Liderem klasyfikacji jest BATE Borysów, który zdobył trofeum 8 razy.
Stan na 22.02.2025. 
| Lp. | Klub                | Zdobywca | Finalista    | Zwycięskie sezony | Przegrane finały       |   |   |                                                |                        |
| --- | ------------------- | -------- | ------------ | ----------------- | ---------------------- | - | - | ---------------------------------------------- | ---------------------- |
| Lp. | Klub                | 1.       | BATE Borysów | Zwycięskie sezony | Przegrane finały       | 8 | 4 | 2010, 2011, 2013, 2014, 2015, 2016, 2017, 2022 | 2012, 2018, 2019, 2021 |
| 2.  | Dynama Brześć       | 3        | 0            | 2018, 2019, 2020  |                        |   |   |                                                |                        |
| 3.  | Szachcior Soligorsk | 2        | 4            | 2021, 2023        | 2015, 2016, 2020, 2022 |   |   |                                                |                        |
| 4.  | Tarpieda-BiełAZ     | 1        | 2            | 2024              | 2011, 2017             |   |   |                                                |                        |
| 5.  | FK Homel            | 1        | 1            | 2012              | 2023                   |   |   |                                                |                        |
| 5.  | Dynama Mińsk        | 1        | 1            | 2025              | 2024                   |   |   |                                                |                        |
| 7.  | Naftan Nowopołock   | 0        | 2            |                   | 2010, 2013             |   |   |                                                |                        |
| 8.  | FK Mińsk            | 0        | 1            |                   | 2014                   |   |   |                                                |                        |
| 9.  | Nioman Grodno       | 0        | 1            |                   | 2025                   |   |   |                                                |                        |

### Klasyfikacja według miast
Stan na 22.02.2025.
| Miasto    | Liczba tytułów | Kluby                   |
| --------- | -------------- | ----------------------- |
| Borysów   | 8              | BATE Borysów (8)        |
| Brześć    | 3              | Dynama Brześć (3)       |
| Soligorsk | 2              | Szachcior Soligorsk (2) |
| Homel     | 1              | FK Homel (1)            |
| Mińsk     | 1              | Dynama Mińsk (1)        |
| Żodzino   | 1              | Tarpieda-BiełAZ (1)     |

### Klasyfikacja według kwalifikacji
| Tytuł                       | Zwycięstw | Finałów |
| --------------------------- | --------- | ------- |
| Mistrz Białorusi            | 9         | 4       |
| Zdobywca Pucharu Białorusi  | 4         | 7       |
| Finalista Pucharu Białorusi | 0         | 2       |